# Sankt Budolf
Sankt Budolf var en engelsk abbed, der døde omkring år 680. Han blev siden kåret til helgen. Hans navn ses i flere varianter, f.eks. Sankt Bodolf, Sankt Butolf, Sankt Botholphus m.fl. Der vides ikke meget om hans levned. Han blev vistnok født i East Anglia, ligesom broderen Sankt Adulph.

## Helgenlegende
En af de få kilder til hans historie er hans helgenlegende, der er nedskrevet af munken Thorney i 1068. Legenden fortæller, at Budolf drog fra England til kontinentet, vistnok til den romerske provins Gallia Belgica og blev munk. Budolf vendte tilbage til England, hvor han tiggede sakserkongen Ethelmund for noget jord, hvor han kunne grundlægge et kloster. Kongen gav ham vildnisset Ikanhoe (Icanhoh), som man tidligere mente lå nær Boston, men i dag menes at være Iken i Suffolk. Andre igen mener, at det var kongen af East Anglia, Ethelwold, der i året 654 skænkede Budolf jorden. Han byggede et kloster og oplærte munkene i kristendommen og de hellige fædres regler.
Sankt Butolf siges at have været meget vellidt. Han var ydmyg, mild og meget venlig. Han fulgte altid selv de principper, som han lærte videre til sine elever. Han døde 17. juni, der blev hans helgendag. Hans helgenattribut er et kors eller en korsstav.
Hans kloster blev ødelagt af hærgende danske vikinger, men hans relikvier blev bragt til Ely og Thorney Klostre. Edvard Bekenderen gav nogle af relikvierne til Westminster og andre er i Bury Saint Edmunds.

## Kirker indviet til Sankt Budolf
Mere end 70 engelske kirker er indviet til Sankt Budolf, heriblandt fire sogne i London. I Danmark er den mest kendte kirke indviet til denne helgen Aalborg Domkirke, Budolfi Kirke.

## Sankt Bodil
Navnet Budolf blev visse steder forvansket til ’’Sankt Bodil’’, f.eks. Sankt Bodils Kirke i Bodilsker på Bornholm.